# Jonathan Eysseric
Jonathan Eysseric (Saint-Germain-en-Laye, 27 mei 1990) is een tennisspeler uit Frankrijk. Hij heeft nog geen ATP-toernooi gewonnen. Wel was hij eenmaal verliezend verliest in het dubbelspel. Wel deed hij al mee aan grandslamtoernooien. Hij heeft dertien challengers in het dubbelspel op zijn naam staan.

## Palmares dubbelspel
| Nr.                                  | Datum             | Toernooi      | Ondergrond    | Partner                | Tegenstanders in finale            | Score             |         |
| ------------------------------------ | ----------------- | ------------- | ------------- | ---------------------- | ---------------------------------- | ----------------- | ------- |
| verloren finales herendubbelspel     |                   |               |               |                        |                                    |                   |         |
| 1.                                   | 30 juli 2017      | ATP Gstaad    | gravel        | Franko Škugor          | Oliver Marach Philipp Oswald       | 3-6, 6-4, [8-10]  | details |
| gewonnen challengers herendubbelspel |                   |               |               |                        |                                    |                   |         |
| 1.                                   | 17 augustus 2009  | San Sebastian | gravel        | Romain Jouan           | Pedro Clar-Rossello Albert Ramos   | 7-5, 6-3          |         |
| 2.                                   | 10 juni 2013      | Blois         | gravel        | Nicolas Renavand       | Ruben Gonzales Chris Letcher       | 6-3, 6-4          |         |
| 3.                                   | 7 juli 2013       | Timișoara     | gravel        | Nicolas Renavand       | Ilija Vučić Miljan Zekić           | 6-7, 6-2, [10-7]  |         |
| 4.                                   | 20 september 2015 | Nanchang      | hardcourt     | Jürgen Zopp            | Hsin-Han Lee Amir Weintraub        | 6-4, 6-2          |         |
| 5.                                   | 7 augustus 2016   | Liberec       | gravel        | Andre Ghem             | Ariel Behar Dino Marcan            | 6-0, 6-4          |         |
| 6.                                   | 23 oktober 2016   | Ningbo        | hardcourt     | Serhij Stachovsky      | Stefan Kozlov Akira Santillan      | 6-4, 7-6          |         |
| 7.                                   | 13 november 2016  | Mouilleron    | hardcourt (i) | Édouard Roger-Vasselin | Johan Brunström Andreas Siljestrom | 6-7, 7-6, [11-9]  |         |
| 8.                                   | 8 januari 2017    | Bangkok       | hardcourt     | Grégoire Barrère       | Yuichi Sugita Di Wu                | 6-3, 6-2          |         |
| 9.                                   | 9 juli 2017       | Recanati      | gravel        | Quentin Halys          | Julian Ocleppo Andrea Vavassori    | 6-7, 6-4, [12-10] |         |
| 10.                                  | 16 juli 2017      | Perugia       | gravel        | Salvatore Caruso       | Nicolás Kicker Fabricio Neis       | 6-3, 6-3          |         |
| 11.                                  | 17 september 2017 | Istanboel     | gravel        | Andre Begemann         | Romain Arneodo Hugo Nys            | 6-3, 5-7, [10-4]  |         |
| 12.                                  | 12 november 2017  | Mouilleron    | hardcourt (i) | Andre Begemann         | Tomasz Bednarek David Pel          | 6-3, 6-4          |         |
| 13.                                  | 13 maart 2018     | Santiago      | hardcourt (i) | Romain Arneodo         | Guido Andreozzi Guillermo Duran    | 7-6, 1-6, [12-10] |         |

## Resultaten grandslamtoernooien
| Legenda | Legenda                          |
| ------- | -------------------------------- |
| g.t.    | geen toernooi gehouden           |
| l.c.    | lagere categorie                 |
| –       | niet deelgenomen                 |
| G       | uitgeschakeld in de groepsfase   |
| 1R      | uitgeschakeld in de eerste ronde |
| 2R      | uitgeschakeld in de tweede ronde |
| 3R      | uitgeschakeld in de derde ronde  |
| 4R      | uitgeschakeld in de vierde ronde |
| KF      | uitgeschakeld in de kwartfinale  |
| HF      | uitgeschakeld in de halve finale |
| F       | de finale verloren               |
| W       | het toernooi gewonnen            |
| w-v     | winst/verlies-balans             |

### Enkelspel
| Grandslamtoernooien   |      |     |
| Australian Open       | –    | –   |
| Roland Garros         | 1R   | 1R  |
| Wimbledon             | –    | –   |
| US Open               | –    | –   |
| ATP World Tour Finals |      |     |
| ATP World Tour Finals | –    | –   |
| Olympische Spelen     |      |     |
| Olympische Spelen     | g.t. | –   |
| Statistieken          |      |     |
| Totaal aantal titels  | 0    | 0   |
| Eindejaarsranking     | 519  | 322 |

### Mannendubbelspel
| Grandslamtoernooien   |      |     |      |      |      |      |      |      |
| Australian Open       | –    | –   | –    | –    | –    | 2R   | 1R   | –    |
| Roland Garros         | 1R   | 1R  | 1R   | 1R   | 2R   | 1R   | 2R   | 1R   |
| Wimbledon             | –    | –   | –    | –    | –    | –    | 1R   |      |
| US Open               | –    | –   | –    | –    | –    | 1R   | 1R   |      |
| ATP World Tour Finals |      |     |      |      |      |      |      |      |
| ATP World Tour Finals | –    | –   | –    | –    | –    | –    | –    |      |
| Olympische Spelen     |      |     |      |      |      |      |      |      |
| Olympische Spelen     | g.t. | –   | g.t. | g.t. | g.t. | g.t. | g.t. | g.t. |
| Statistieken          |      |     |      |      |      |      |      |      |
| Totaal aantal titels  | 0    | 0   | 0    | 0    | 0    | 0    | 0    | 0    |
| Eindejaarsranking     | 528  | 893 | 363  | 222  | 230  | 82   | 110  |      |